# Villa Mas
La Villa Mas, anciennement l’Artothèque (1991-2024), est un espace culturel du Conseil départemental de La Réunion, département d’outre-mer français, situé dans le sud-ouest de l’océan Indien. Rattachée au Musée Léon-Dierx, elle se trouve à Saint-Denis, dans le chef-lieu, et accueille des expositions temporaires ainsi que des projets artistiques variés, contribuant à la diffusion et à la valorisation de l’art contemporain sur le territoire.

## Projet et création de La Villa Mas
La Villa Mas, située au 26 Rue de Paris à Saint-Denis, au nord de l’île de La Réunion, prend forme suite au morcellement en 1842 d’une vaste propriété de 15000 m² appartenant à Pierre Pradeau puis à la famille Dejean. Auguste Fraigneau acquiert alors l’un des six lots issus de ce démembrement et engage la construction d’une maison en bois avec ses dépendances. Les travaux s'achèvent en 1857. Ce projet reflète l’aspiration d’une bourgeoisie locale souhaitant affirmer son statut social à travers une résidence située sur un axe majeur de la ville, la Rue de Paris, anciennement Grande Rue puis Rue Royale et Rue impériale.
L'emplacement" est le terme utilisé alors pour désigner une résidence urbaine de prestige, se distinguant de l'habitation, lieu de vie rural où se trouvent aussi les plantations. Cet emplacement rue de Paris est aménagé selon les standards de      l’époque, combinant une implantation centrale de la maison, un jardin de chaque côté d'une allée donnant sur la rue et une cour entourée de dépendances au fond de la parcelle. La villa est conçue pour s’adapter au climat tropical : la présence à l'est et à l'ouest d’une varangue, terme créole désignant une véranda, offre fraîcheur et ventilation naturelle, tandis que la distribution des pièces en enfilade facilite la circulation de l’air. Le jardin initial, organisé selon un style symétrique « à la française » autour de bassins, souligne l’attention portée à l’harmonie paysagère et à la représentation sociale du lieu.

## Histoire et architecture
Au fil du XXe siècle, la villa connaît plusieurs évolutions marquantes. En 1923, elle est achetée par Albert Mancini, assureur d’origine mauricienne et sujet britannique, qui en fait le siège du consulat d’Angleterre à La Réunion dès 1930. La maison accueille des cérémonies diplomatiques, renforçant son rôle symbolique au sein de la société locale. Jean Mas, neveu d’Albert Mancini, hérite ensuite de la demeure et la cède au Conseil général en 1985 pour assurer sa conservation et sa mise en valeur.
La villa est alors restaurée et transformée en artothèque, avec d’importants travaux entre 1985 et 1991 qui adaptent l’intérieur pour accueillir des expositions et des bureaux tout en respectant l’architecture d’origine. En 2007, une nouvelle campagne de rénovation avec l'architecte Denis Paul met en lumière les détails de la façade, restituant les couleurs et les décors néoclassiques.
Architecturalement, la Villa Mas est un bel exemple du style néoclassique influencé par les modèles français, caractérisé par une façade symétrique ornée de pilastres, moulures et architraves. Précédée d'un grand perron, la maison conjugue façade monumentale et adaptation locale : la varangue, fermée à l'est par trois portes vitrées pour se protéger de la pluie favorise le confort dans un climat tropical. La façade arrière, plus sobre, conserve également une véranda, couverte d'un appentis soutenu par de simples piliers et un sol en terre cuite moins noble que le marbre carrelant la varangue à l'est.
Les dépendances, construites en matériaux résistants pour limiter les risques d’incendie, comprennent des espaces dédiés aux fonctions domestiques telles que la cuisine (« boucan »), l’écurie, la lingerie et le logement du personnel. Un pavillon indépendant au nord de la parcelle, doté d’une varangue à colonnes ioniques, sert de bureau à son premier propriétaire, dans ses fonctions de commerçant, et complète cet ensemble architectural.
La Villa Mas illustre également le façadisme, où la façade majestueuse agit comme un symbole du prestige social, reflet de la montée en puissance de la bourgeoisie affairiste réunionnaise au XIXe siècle, portée par l’expansion économique notamment liée aux exploitations sucrières. Aujourd’hui, elle demeure un témoignage essentiel du patrimoine architectural et culturel de La Réunion.